# Landolphia mandrianambo
Landolphia mandrianambo är en oleanderväxtart som beskrevs av Jean Baptiste Louis Pierre. Landolphia mandrianambo ingår i släktet Landolphia och familjen oleanderväxter. Inga underarter finns listade i Catalogue of Life.